# Bečej
Bečej (en serbe cyrillique : Бечеј ; en hongrois : Óbecse ; en allemand : Altbetsche) est une ville et une municipalité de Serbie situées dans la province autonome de Voïvodine. Elle fait partie du district de Bačka méridionale. Au recensement de 2011, la ville comptait 23 817 habitants et la municipalité dont elle est le centre 37 209.

## Géographie

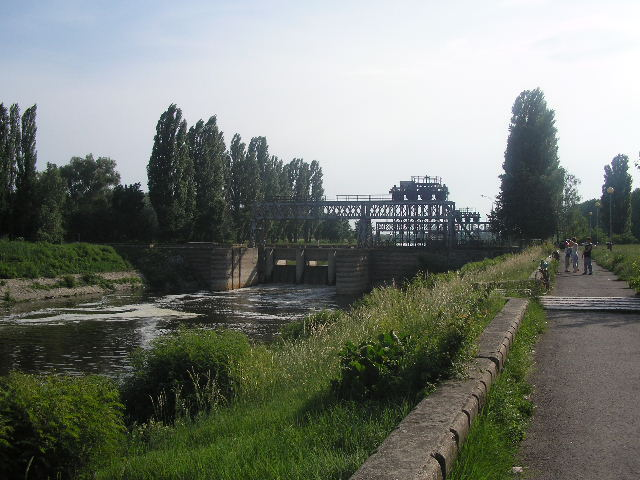
Écluse Šlajz entre le canal de la Grande Bačka et la Tisa près de Bečej

## Histoire
Bečej est mentionnée pour la première fois en 1091. De 1419 à 1441, elle fit partie du domaine du despote serbe Đurađ Branković, et prise par les Turcs en 1551.

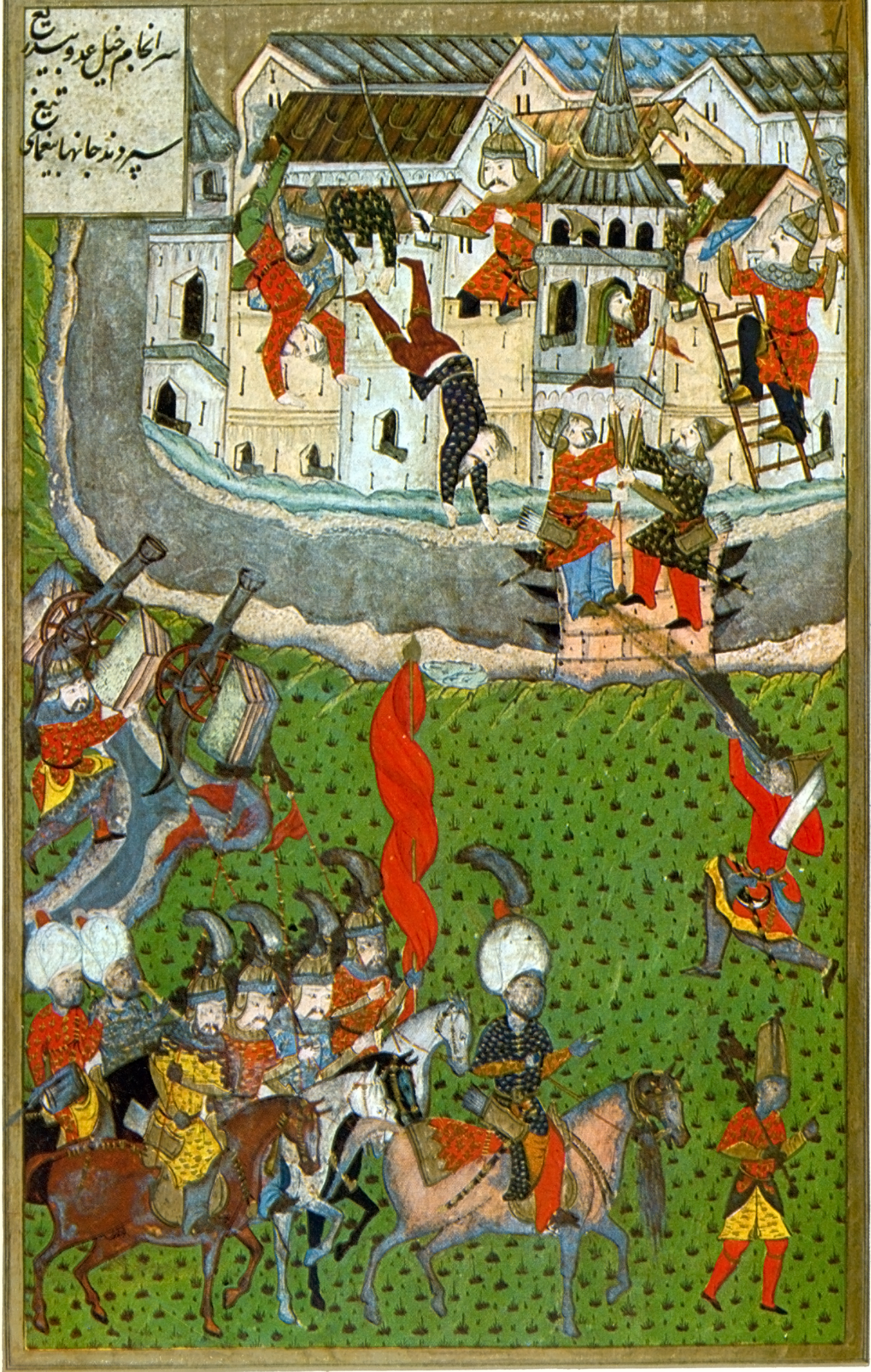
Le siège de Becse par les Ottomans en 1551

Entre 1702 et 1751, la ville, possession de l'empire d'Autriche, fut intégrée dans la province de la Frontière militaire. En 1751, avec l'abolition de la Frontière, de nombreux Serbes quittèrent la ville pour s'installer en Russie, notamment en Nouvelle Serbie et en Slavo-Serbie, deux territoires situés aujourd'hui en Ukraine. Pour empêcher cette émigration, les Habsbourg formèrent le district autonome de Potisje qui eut comme capitale Bečej. Ce district se maintint jusqu'en 1848. À partir de 1774, de nombreux Hongrois s'installèrent dans la ville.
Au recensement de 1910, la municipalité de Bečej comptait 54 275 habitants dont 30 465 parlaient hongrois et 22 821 parlaient serbe.
En 1942, l'armée hongroise y assassine 215 habitants sur place: 110 Juifs, 102 Serbes et 1 Hongrois.

## Localités de la municipalité de Bečej

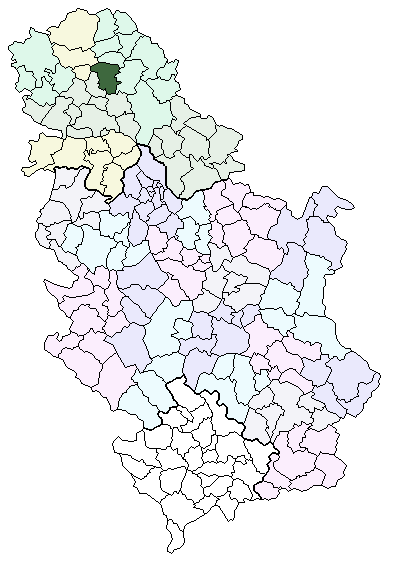
Localisation de la municipalité de Bečej en Serbie
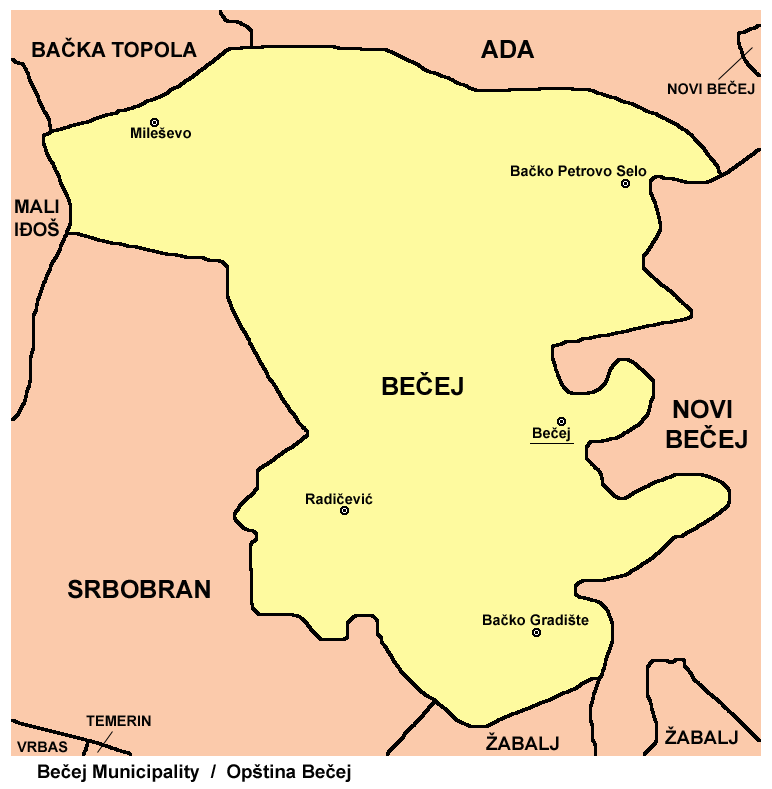
Localités de la municipalité de Bečej

La municipalité de Bečej compte 5 localités :
- Bačko Gradište (en hongrois : Bácsföldvár)
- Bačko Petrovo Selo (en hongrois : Péterréve)
- Bečej
- Mileševo (en hongrois : Drea)
- Radičević

Bečej est officiellement classé comme une « localité urbaine » (en serbe : градско насеље et gradsko naselje) ; les quatre autres localités sont considérées comme des « villages » (село/selo).

## Démographie

### Ville

#### Évolution historique de la population dans la ville
| 1948   | 1953   | 1961   | 1971   | 1981   | 1991   | 2002   | 2011   |
| ------ | ------ | ------ | ------ | ------ | ------ | ------ | ------ |
| 22 944 | 23 322 | 24 963 | 26 722 | 27 102 | 26 634 | 25 774 | 23 817 |

### Municipalité

#### Répartition de la population par nationalités dans la municipalité (2002)
Bačko Petrovo Selo et Mileševo possèdent une population à majorité hongroise ; Radičević est peuplé majoritairement de Serbes ; Bečej  et Bačko Gradište possèdent une majorité relative de Hongrois.

## Religions

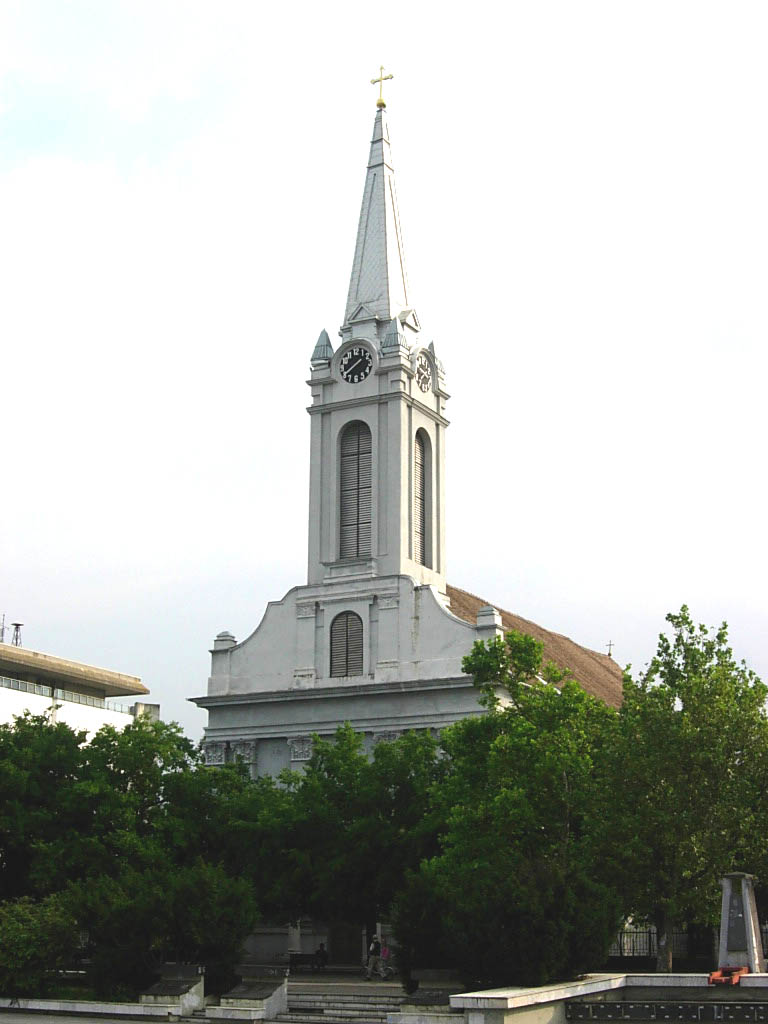
L'église catholique de l'Assomption de la Sainte Vierge Marie à Bečej
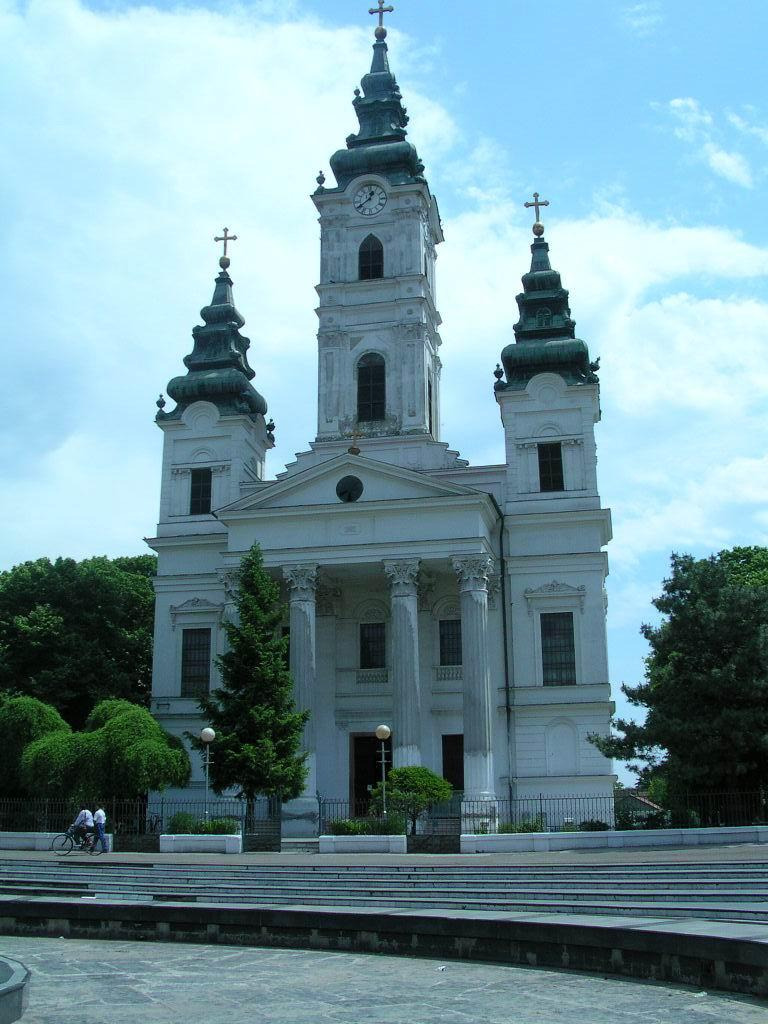
L'église orthodoxe serbe de Bečej

## Politique

### Élections locales de 2004
À la suite des élections locales serbes de 2004, les 30 sièges de l'assemblée municipale de Bečej se répartissaient de la manière suivante :
| Partis                                           | Sièges |
| ------------------------------------------------ | ------ |
| Parti radical serbe                              | 6      |
| Parti démocratique populaire                     | 4      |
| Liste « Ensemble pour notre municipalité »       | 4      |
| Communauté démocratique des Magyars de Voïvodine | 4      |
| G17 Plus                                         | 3      |
| Parti démocratique                               | 3      |
| Parti socialiste de Serbie                       | 2      |
| Parti démocrate magyar de Voïvodine              | 2      |
| Ensemble pour la Voïvodine                       | 1      |
| Mouvement Force de la Serbie                     | 1      |

### Élections locales de 2008
À la suite des élections locales serbes de 2008, les 36 sièges de l'assemblée municipale de Bečej se répartissaient de la manière suivante, :
| Partis                                                         | Sièges |
| -------------------------------------------------------------- | ------ |
| Coalition hongroise                                            | 13     |
| Mouvement pour Bečej                                           | 8      |
| Pour une municipalité de Bečej européenne                      | 6      |
| Coalition « Entente serbe pour Bečej »                         | 6      |
| « Kao jedna kuća - Mint egy ház » (« Comme une seule maison ») | 2      |
| Ligue des sociaux-démocrates de Voïvodine                      | 1      |

Knezi Peter, membre de l'Alliance des Magyars de Voïvodine (DSVZ) d'István Pásztor, qui dirigeait la Coalition hongroise organisée autour de ce même Pásztor, a été élu président (maire) de la municipalité, ;  Budislav Medurić, membre du Parti démocratique du président Boris Tadić, qui conduisait la liste Pour une municipalité de Bečej européenne, variante locale de la coalition Pour une Serbie européenne soutenue par Tadić, a été élu vice-président de la municipalité. Dušan Jovanović a été élu président de l'assemblée municipale.

## Économie
L'une des sociétés les plus importantes de Bečej est l'usine Soja protein. Elle produit de la farine de soja, des protéines de soja, notamment sous forme de granulés ou de poudre, de la lécithine de soja, de l'huile de soja et toute sorte de produits alimentaires à base de soja, pour la plupart destinés à l'industrie agroalimentaire ou à la parapharmacie, ; l'entreprise entre dans la composition du BELEX15, l'indice principal de la Bourse de Belgrade.

## Personnalités
Le peintre Nikola Aleksić (1808-1873) est né à Bečej ; il a notamment peint les iconostases et les fresques de nombreuses églises de Voïvodine et de Transylvanie.
Autres personnalités :
- Aleksandar Popović (1847-1877), le premier géologue serbe ;
- Eufimija Jović, née Janković, baronne et bienfaitrice ;
- Stevan V. Popović (1845-1918), éditeur, membre serbe au Parlement du Royaume de Hongrie ;
- Stevan Milovanov, professeur, écrivain ;
- Andrija A. Žorž, ingénieur agronome ;
- Petar A. Žorž, archiprêtre ;
- Čaba Silađi, nageur ;
- Miloš Šarčev, culturiste ;
- Janika Balázs (Janika Balaž), musicien ;
- Károly Than, chimiste ;
- Mór Than, peintre.
- Emeric Feher, photographe.
- Porphyre (1961-), 46e patriarche de l'Église orthodoxe serbe.
- Branka Veselinović (1918-2023), actrice serbe.
- Boško Tomašević (1947-), écrivain poète.

## Coopération internationale
- Miercurea-Ciuc (Roumanie) Miercurea-Ciuc, Roumanie.
- Csongrád (Hongrie)
- Szekszárd (Hongrie)